# Gerrit Bolkestein
Gerrit Bolkestein (pronunciat en neerlandès com: [ˈƔɛrɪd ˈbɔlkəstɛin] Amsterdam, 9 d'octubre de 1871 - La Haia, 8 de setembre de 1956) va ser un polític neerlandès i membre de la Lliga Democràtica per la Llibertat de Pensament, ministre d'Educació, Arts i Ciències al gabinet de Dirk Jan de Geer. Fill de Klaas Bolkestein, repartidor de llet i Fijtje Haring. Germà gran de l'exhistoriador H. Bolkestein. Es casà el 17 d'abril de 1895 amb Johanna Meijer. D'aquest matrimoni van néixer 2 fills i 2 filles.

## Biografia

### Primers anys
Bolkestein va créixer en una família reformista. Va assistir a l'educació primària a Amsterdam i va assistir a l'escola cristiana "Klokkenberg" de Nimega. Després d'obtenir la seva L.O. el 1890 va començar com a professor a l'escola primària especial de Nimega i després va treballar al "Klokkenberg". El 1895 es va convertir en el cap de l'escola especial Christian ULO de Rhenen i, des del setembre de 1901 fins al novembre de 1907, va ensenyar neerlandès a l'HBS municipal de Nimega, i també fou professor a la Rijksnormaalschool. A més del certificat de professor i mestre, tenia els certificats L.O. de francès, alemany, anglès i gimnàstica i el 1898 la llicenciatura M.O. en neerlandès.
El 24 d'agost de 1904 va aprovar l'examen estatal i el 30 d'abril de 1907 obtingué el títol de batxillerat en literatura neerlandesa. Fins l'1 de setembre de 1912 va ser professor de neerlandès i història al tercer HBS de cinc anys i fins al 16 de juliol de 1916 com a director del primer HBS de 3 anys, tots dos a Amsterdam. L'1 de gener de 1917 esdevingué inspector del M.O. nomenat i el 1934 com a inspector d'ensenyament secundari i gramatical. L'1 de març de 1937 es retirà de tots els càrrecs oficials per motius d'edat de jubilació.
Bolkestein va ser membre dels consells editorials de De Wereld, De Opbouw, Paedagogische Studiën i De Nieuwe Amsterdammer. I gràcies als reconeixements acadèmics assolí gran fama i autoritat en l'ensenyament neerlandès als anys vint i trenta, perquè també va publicar articles i va impartir conferències sobre qüestions pedagògiques i didàctiques de naturalesa molt diferent. Fou per això que el juliol de 1918 seria recomanat al líder del partit de l'RKSP, Nolens, com a candidat adequat per formar un nou Ministeri d'Educació.
Bolkestein s'havia distanciat dels seus orígens reformistes relativament aviat, probablement ja al voltant o abans del canvi de segle, tot i que, en el seu pensament, va continuar situant-se en el cristianisme generalment protestant. Però les nombroses ocasions que el van posar en contacte amb diversos grups i creences de la població probablement van promoure una actitud decididament liberal i social. I es va unir al vincle democràtic Vrijzinnig abans de la Primera Guerra Mundial, sense gens d'interès polític ni ambicions específiques. Sota la influència de D. Bos, es va encarregar d'ajudar a enterrar definitivament la batalla escolar del seu país. Va considerar perniciós el contrast tradicional entre educació pública i educació especial. Va defensar una educació pública que no funcionés com una mena d'organització paraigua neutralista, sinó que tingués el seu propi caràcter cristiano-humanista. Va defensar una educació tan diferenciada com fos possible en termes de filosofia de vida, que també incloïa la seva inquietud pel totalitarisme modern. Va quedar impressionat per importants innovadors educatius com Montessori, Dalton i més tard Kees Boeke, que van propagar l'educació individual i l'automotivació i, en contra de la tradició positivista del segle xix.

### Etapa com a ministre
El 10 d'agost de 1939,amb gairebé 68 anys va ser nomenat inesperadament ministre d'Educació, Arts i Ciències al gabinet De Geer. No obstant això, un discurs sobre la reforma educativa pronunciat el 26 de novembre de 1939, va provocar una tempesta d'indignació entre els educadors públics que s'oposaven a la concepció cristiano-humanista de Bolkestein sobre el tipus d'escola subvencionada.
Gerrit redactaria un projecte de llei que regulava l'ensenyament secundari preparatori superior i general, que es va publicar l'abril de 1940. Però la invasió alemanya va posar fi a tot aquest treball. Bolkestein, es va traslladar a Londres amb el gabinet, i es va veure obligat a una extensa inactivitat. Va aprofitar aquest temps per fer un estudi exhaustiu de l'educació anglosaxona, enfortint i aprofundint les seves idees d'innovació. Convertint-se així en un defensor de l'"escola integral", una idea que seria adoptada pels seus successors anys després de la guerra. Sota el seu lideratge, es va fundar a Londres el 'Nederlandse Kring', que va organitzar reunions i discussions sobre temes d'actualitat durant el període 1941-1944. I durant un viatge d'estudis als EUA el 1944, també va donar suport nord-americà a l'educació universitària neerlandesa després de la guerra. També defensà la introducció de l'anglès com a llengua internacional. El 7 d'abril de 1943 va fer una crida als estudiants neerlandesos a rebutjar la declaració de lleialtat de l'ocupant, contribuint així a l'extens boicot d'aquesta imposició (el 85% dels estudiants no la van signar). També va donar conferències per a "Radio Oranje" i va escriure per a "De Brandaris".
A principis de 1944 va donar un discurs a la ràdio des de Londres en què deia que després de la guerra recolliria proves escrites de neerlandesos sobre l'opressió que havien suportat durant l'ocupació nazi. Entre els que van escoltar l'emissió hi havia Anne Frank, que feia dos anys que escrivia el seu diari personal, i que havia passat diversos anys amagat. Gerrit comentà que li interessaven especialment els diaris i les cartes, i va portar Frank a editar el que originalment havia estat un diari guardat per a la seva pròpia diversió. Frank va morir més tard al camp de concentració de Bergen-Belsen, però el seu diari parcialment editat es va salvar i finalment es va publicar el 1947.

### Últims anys
Després de l'alliberament es va convertir en assessor personal del nou ministre O K en W. El "pla Bolkestein", desenvolupat sota el ministre G. van der Leeuw, en el qual, entre altres coses, la futura escola va ser dissenyada com a comunitat de treball, delataria clarament el seu important paper. A més, ocupà de nou nombrosos càrrecs, inclòs el membre del comitè neerlandès pel Benelux. Va continuar apostant per la innovació i, en particular, va donar un gran valor a la psicologia pedagògica en la formació del professorat. El 1955, va publicar amb F.J.Th. Rutten, exministre d'O K en W, un pla d'estudis per a una escola secundària general. Nombrosos elements de l'anomenada “llei dels mamuts” i del “testament” de Cals, es remunten a les iniciatives de Bolkenstein, que, als seus darrers anys, havia aconseguit una notable autoritat en la història de l'ensenyament neerlandès.
Bolkestein és l'avi del destacat liberal Frits Bolkestein. Està enterrat al Cementiri de Zorgvlied.